# Dharma Mittra
Sri Dharma Mittra (Minas Gerais - Brazilië, 1939) is een yogaleraar die bekendheid verwierf binnen de yogawereld met het verzamelen van een zeer groot aantal asana's en vervolgens het opstellen van de "Master Yoga Chart of 908 Postures", een wandkaart met 908 yogahoudingen waarvan er wereldwijd bijna 50.000 stuks zijn verkocht. Mittra is yogaleraar sinds 1965 en eigenaar van het Dharma Yoga Center in New York.
Dharma Mittra begon yoga te studeren in 1958. In 1964 verliet hij de Braziliaanse luchtmacht, vertrok naar New York en studeerde yoga bij Sri Swami Kailashananda Maharaj.
Hij begon zijn "Master Yoga Chart of 908 Postures" in 1975 en voltooide hem in 1984, nadat hij zichzelf nauwgezet in 1300 yogahoudingen had gefotografeerd en een selectie ervan op de wandkaart aanbracht.